# Lane (Dakota du Sud)
Pour les articles homonymes, voir Lane.
Lane est une municipalité américaine située dans le comté de Jerauld, dans l'État du Dakota du Sud. Selon le recensement de 2010, elle compte 59 habitants. La municipalité s'étend sur 0,46 milles carrés (1,19 km2).
La localité doit son nom à T. W. Lane, qui possédait une partie des terres où elle fut fondée en 1904.

## Démographie
| 1910 | 1920 | 1930 | 1940 | 1950 | 1960 |
| ---- | ---- | ---- | ---- | ---- | ---- |
| 294  | 336  | 187  | 214  | 145  | 99   |

| 1970 | 1980 | 1990 | 2000 | 2010 | - |
| ---- | ---- | ---- | ---- | ---- | - |
| 94   | 83   | 71   | 59   | 59   | - |